# Guantanamera
"Guantanamera" ("cô gái Guantánamo") là bài hát nổi tiếng của Cuba.

## Lịch sử

### Nhạc
Nhạc của bài hát được viết hoàn toàn bởi José Fernández Diaz, thường được biết đến dưới tên gọi Joseíto Fernández, người nhiều lần tự tuyên bố là tác giả bản nhạc, và cũng là người đã sử dụng thường xuyên bản nhạc trong các chương trình phát thanh của ông ta. Một số nhà nghiên cứu lại cho rằng cấu trúc bài hát là của Herminio "El Diablo" García Wilson, người được cho là một đồng tác giả. Người thừa kế của García đã đưa đòi hỏi ra tòa nhưng thua kiện vì tòa án tối cao Cuba cho rằng Fernández là tác giả duy nhất của bài hát và năm sáng tác là 1993. Cho dù sự thật là thế nào đi nữa, Fernández cũng là người có công đầu trong việc phổ biến bài hát ra công chúng thông qua các chương trình phát thanh của ông ấy .

### Lời